# Blackhawk (Dakota Południowa)
Blackhawk – jednostka osadnicza w Stanach Zjednoczonych, w stanie Dakota Południowa, w hrabstwie Meade.